# Norra Banatet

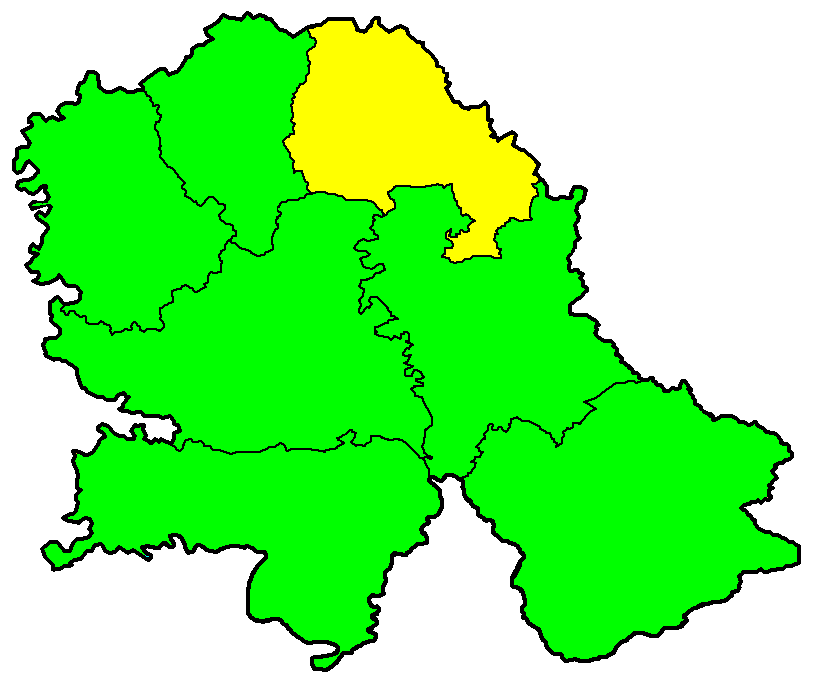
Norra Banatet i Vojvodina.

Norra Banatet (serbiska: Севернобанатски округ eller Severnobanatski okrug) är ett distrikt i Vojvodina i Serbien, beläget i den serbiska delen av det historiska landskapet Banatet. Distriktet har 165 881 invånare (2002). Den största staden och distriktets säte är Kikinda.

## Administrativ indelning
Norra Banatet består av följande sex kommuner:
- Ada
- Čoka
- Kanjiža
- Kikinda
- Novi Kneževac
- Senta

## Demografi
Folkgrupper 2002:
- Ungrare: 78 551 (47,35%)
- Serber: 72 242 (43,55%)
- Romer: 3 944 (2,37%)
- Jugoslaver: 3 018 (1,81%)